# Gare de Willer-sur-Thur
Gare de Willer-sur-Thur vasútállomás Franciaországban, Willer-sur-Thur településen.

## Vasútvonalak
Az állomást az alábbi vasútvonalak érintik:
- Lutterbach-Kruth-vasútvonal

## Kapcsolódó állomások
A vasútállomáshoz az alábbi állomások vannak a legközelebb:
- Gare de Moosch
- Gare de Bitschwiller